# .br
jgt
.br е интернет домейн от първо ниво за Бразилия. Администриран е от Comitê Gestor da Internet no Brasil до 2005, а сега е администриран от Бразилския информационен мрежови център (Núcleo de Informação e Coordenação do Ponto br). Представен е през 1989 г.

## Домейни на второ ниво
- ADM.BR
- ADV.BR
- AGR.BR
- AM.BR
- ARQ.BR
- ART.BR
- ATO.BR
- B.BR
- BIO.BR
- BLOG.BR
- BMD.BR
- CIM.BR
- CNG.BR
- CNT.BR
- COM.BR
- COOP.BR
- ECN.BR
- EDU.BR
- ENG.BR
- ESP.BR
- ETC.BR
- ETI.BR
- FAR.BR
- FLOG.BR
- FM.BR
- FND.BR
- FOT.BR
- FST.BR
- G12.BR
- GGF.BR
- GOV.BR
- IMB.BR
- IND.BR
- INF.BR
- JOR.BR
- JUS.BR
- LEL.BR
- MAT.BR
- MED.BR
- MIL.BR
- MUS.BR
- NET.BR
- NOM.BR
- NOT.BR
- NTR.BR
- ODO.BR
- ORG.BR
- PPG.BR
- PRO.BR
- PSC.BR
- PSI.BR
- QSL.BR
- REC.BR
- SLG.BR
- SRV.BR
- TMP.BR
- TRD.BR
- TUR.BR
- TV.BR
- VET.BR
- VLOG.BR
- WIKI.BR
- ZLG.BR